# Особняк Джерома
Особняк Джерома (англ. Jerome Mansion) - резиденция американского финансиста Леонарда Джерома, одного из самых богатых и влиятельных людей в Нью-Йорке в середине-конце XIX века, делового партнера Корнелиуса Вандербильта. Особняк располагался на углу Восточной 26-й улицы и Мэдисон-авеню, напротив парка Мэдисон-сквер. Его строительство шло с 1859 по 1865 год.

## История
У шестиэтажного особняка была модная в то время мансардная крыша, театр на шестьсот мест, зал для завтраков, который мог обслуживать до семидесяти человек, белый и золотой бальный залы с фонтанами из шампанского и одеколона, и «великолепный» вид на парк. Дочь Джерома, Дженни Джером, выросшая в особняке, позже стала леди Рэндольф Черчилль, матерью Уинстона Черчилля. 
Когда Джером переехал в Аптаун, особняк был продан, и в нем разместилось несколько частных клубов, в том числе Клуб Юнион-лиги (англ. Union League Club; 1868-1881), Университетский клуб (англ. University Club), клуб Тёрф (англ. Turf Club), а с 1899 года там находился Манхэттенский клуб (англ. Manhattan Club), бастион демократических политиков - Сэмюэла Тилдена, Гровера Кливленда, Франклина Д. Рузвельта, Альфреда Э. Смита и др. 23 ноября 1869 года в особняке Джерома состоялось собрание, в результате которого был основан Метрополитен-музей.
В 1965 году зданию был присвоен статус памятника, но когда владелец в течение двух лет не смог найти покупателя, в 1967 году власти разрешили снести особняк и построить на его месте небоскрёб Нью-Йорк-Мёрчендайз-март (англ. New York Merchandise Mart).